# Libnotes (Libnotes) longinervis
Libnotes (Libnotes) longinervis is een tweevleugelige uit de familie steltmuggen (Limoniidae). De soort komt voor in het Oriëntaals gebied.